# Something Dangerous
Something Dangerous è il quinto album in studio da solista della cantante belga Natacha Atlas, pubblicato nel 2003. 

## Tracce
1. Adam's Lullaby (Jocelyn Pook; Natacha Atlas)
2. Eye of the Duck (featuring Princess Julianna and T.U.U.P.) (G. Duncan; Julie Higgins; Mike Neilsen; Natacha Atlas)
3. Something Dangerous (featuring Princess Julianna) (Julie Higgins; Mike Neilsen; Natacha Atlas)
4. Janamaan (featuring James Kaliardos) (Count Dubulah; H. Mantou; I. Matharu; Natacha Atlas; T. Whelan)
5. Just Like a Dream (featuring Princess Julianna) (Abdullah Chhadeh; Julie Higgins; Mike Nielsen; Natacha Atlas)
6. Man's World (Betty Newcombe; James Brown)
7. Layali (featuring Z) (M. Nichol; Mike Nielsen; Natacha Atlas)
8. Simple Heart (featuring Sinéad O'Connor) (John Reynolds; Natacha Atlas)
9. Daymalhum (Andy Gray; Natacha Atlas)
10. Who's My Baby (featuring Niara Scarlett) (B. Higgins; Gerard Logan; Lisa Cowling; Natacha Atlas; Niara Scarlett; Sean Lee; Tim Powell)
11. When I Close My Eyes (featuring Myra Boyle) (B. Higgins; Lisa Cowling; Natacha Atlas)
12. This Realm (Andy Gray; Jah Wobble; Natacha Atlas)
13. Le Printemps (For Mona) (Natacha Atlas; Paul Castle)
14. Like the Last Drop (Andy Gray; Natacha Atlas)